# Chery Tiggo 9
Chery Tiggo 9 — среднеразмерный кроссовер, выпускаемый с 2023 года китайской компанией Chery в рамках продуктовой серии Tiggo, флагман серии.

## История
Модель представлена в 2023 году. Сместила с места флагмана модель Chery Tiggo 8, крупнее её — длиннее на 10 см по колёсной базе и длине.
Построена на новой платформе M3X Mars 2.0. такой же как у Exeed RX и Exeed VX второго поколения.
Фактически это ближайший родственник модели Exeed RX суббренда Exeed Chery: машины имеют общую платформу, двигатель и коробку передач, унифицированные кузова и двери, но в соответствии с субординацией брендов Tiggo 9 лишен некоторых передовых опций и немного дешевле.
Привод — передний или полный. Подвеска: спереди — стойки MacPherson, сзади — многорычажная. Адаптивная подвеска как у Exeed — как опция.
Двигатель — турбомотор 2.0 TGDI серии Kunpeng, мощностью 261 л. с. и крутящим моментом 400 Нм с 7-ступенчатым «роботом» или 8-ступенчатым «автоматом» Aisin для полноприводных версий. Также анонсировано появление в будущем «гибридной» версии.
В продаже на домашнем рынке Китая с мая 2023 года, предлагается в трёх комплектациях, пока все три только с передним приводом и пятиместные, цена от 155 000 до 175 000 юаней, даже в начальной комплектации модель, хоть и незначительно, но стоит дороже Tiggo 8 Pro в максимальной комплектации, и даже немного дороже чем родственная модель Exeed RX премиального бренда Exeed, вышедший на рынок в феврале 2023 года по ценам от 152 800 юаней.
На рынок России модель официально вышла в апреле 2024 года под брендом Jaecoo под названием-ребейджингом Jaecoo J8.
В апреле 2024 года в рамках Пекинского Автосалона 2024 была показана экспортная версия Chery Tiggo 9, которая будет с PHEV-системой. В Китае модель называется Chery Tiggo 8L. Продажи экспортной версии модели в России начались в конце 2024 года

## Краш-тесты
CHERY провела серию краш-тестов флагманского кроссовера TIGGO 9 по стандартам ENCAP. В рамках MPDB-теста на фронтальное столкновение автомобиль продемонстрировал высокий уровень безопасности, успешно поглощая энергию удара и сохраняя целостность конструкции. Испытание моделировало реальную аварию на скорости 50 км/ч, при этом кузов остался неповреждённым, подушки безопасности сработали корректно, а система экстренного отключения питания предотвратила возможные риски.
Прочность TIGGO 9 достигается за счёт применения 85% высокопрочной стали и усиленного каркаса пассажирского отсека. Конструкция предусматривает энергопоглощающие зоны, минимизирующие последствия столкновения. Фронтальная защита усилена многослойной силовой структурой, а боковые зоны оборудованы специальными элементами, снижающими риск травмирования.

## Галерея

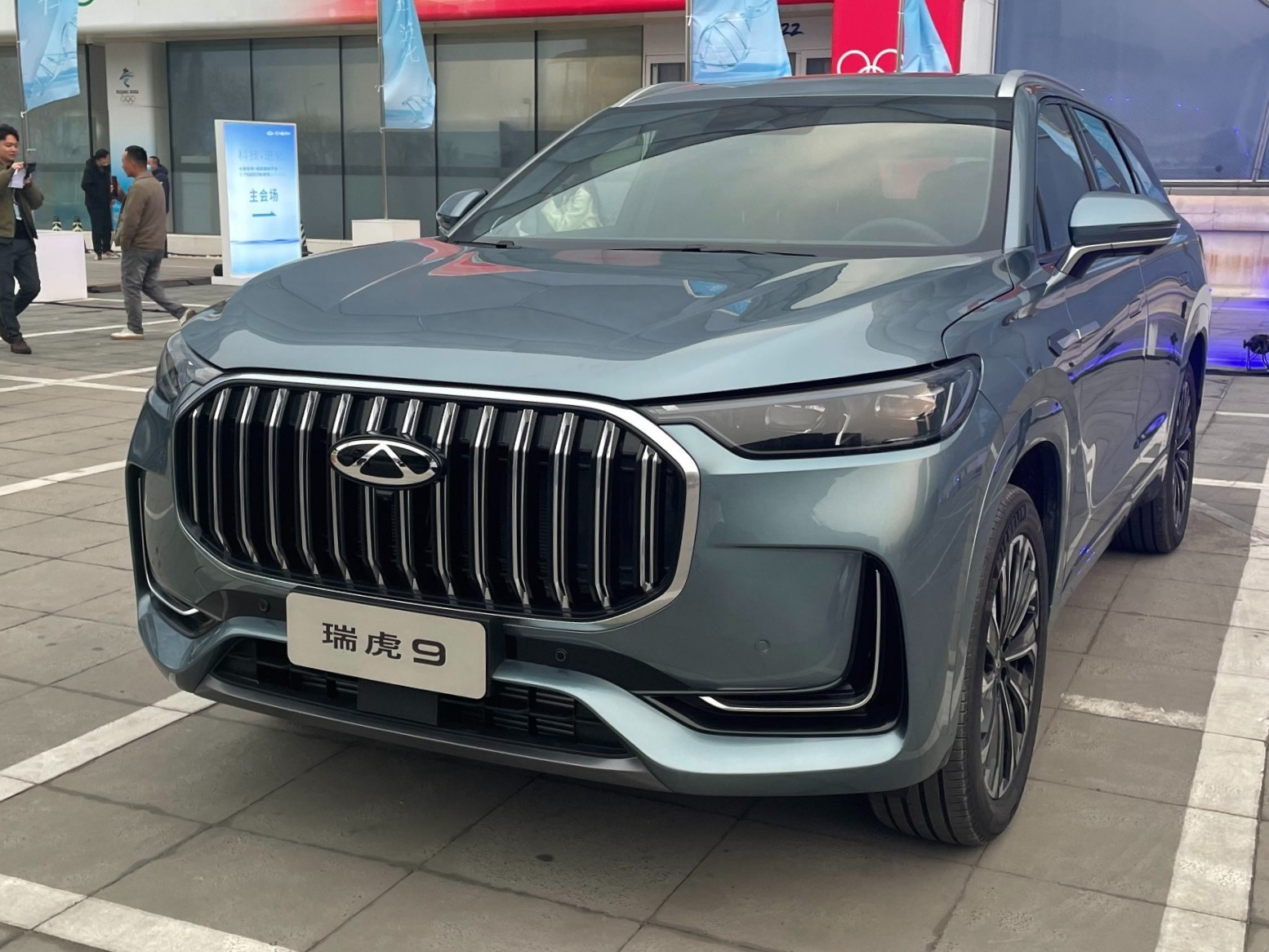
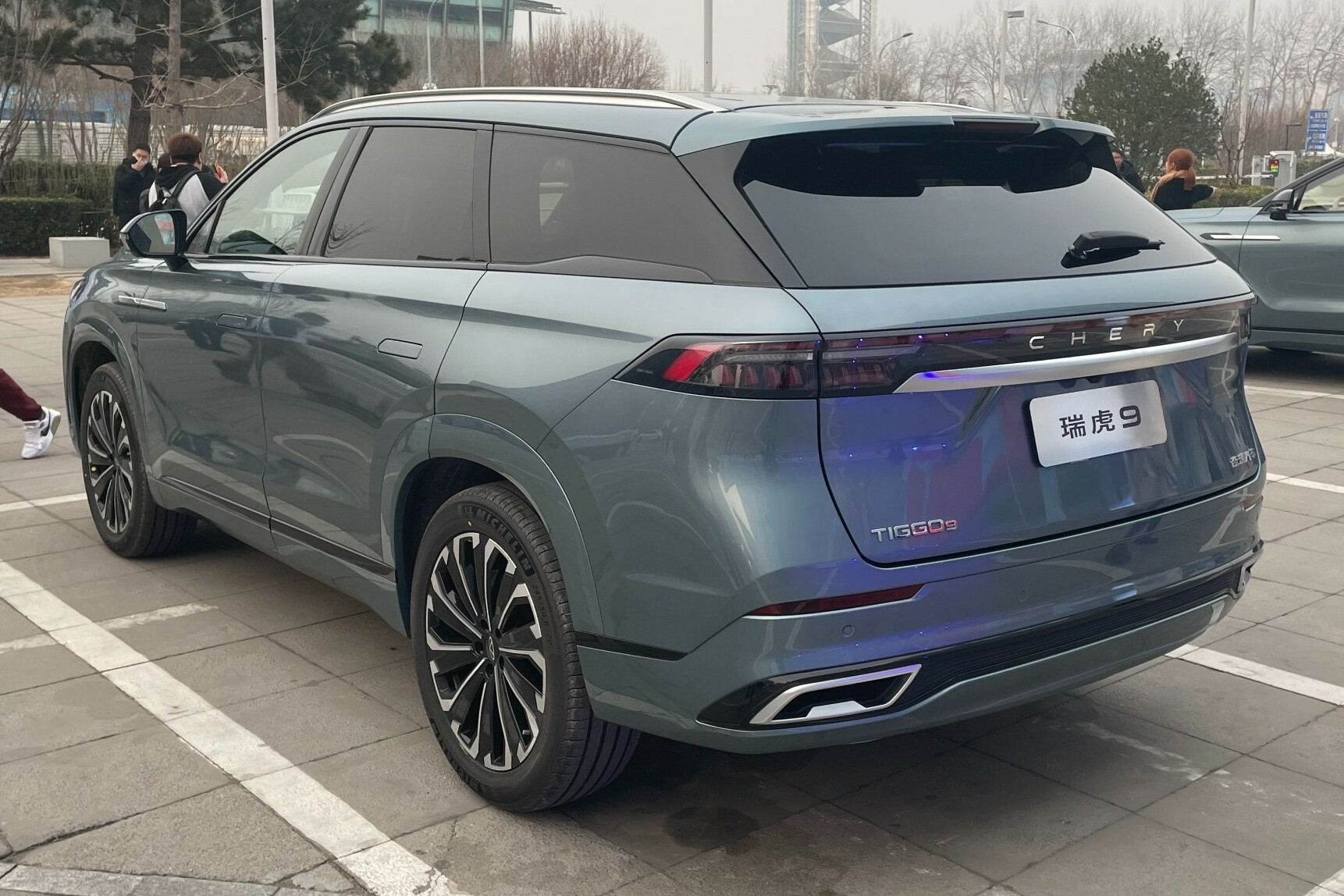

- Вид экспортной версии сзади Экспортная версия Tiggo 9